# جاميت (أحياء)
المشيج أو العِرس أو العروس أو الجاميت (ج. أعراس وأمشاج وجاميتات) أو الجَمِيطَة أو الغَامَة (بالإنجليزية: Gamete)‏ هي خلية جنسية أحادية، تتكون أثناء الانقسام المُنصِّف. ويمكنها الاتحاد مع خلية جنسية أحادية أخرى لإنتاج بويضة مُخصَّبة ثنائية المجموعة الكروموسومية.
على سبيل المثال، تُنتِج الأنثى البويضة (المشيج الأكبر حجمًا)، بينما يُنتج الذكر المشيج الأصغر حجمًا ويُدعى الحيوان المنوي. يصل حجم البويضة الواحدة في الإنسان إلى 100.000 ضعف حجم الحيوان المنوي تقريبًا. لكن في بعض الأحياء الأخرى، لا يوجد فروق في حجم أو شكل المشيجين (الجاميتين). ويُعدُّ عالم الوراثة النمساوي الشهير غريغور يوهان مندل أول من أطلق على هذا المصطلح اسم جاميت (بالإنجليزية: Gamete).